# Безрукавка

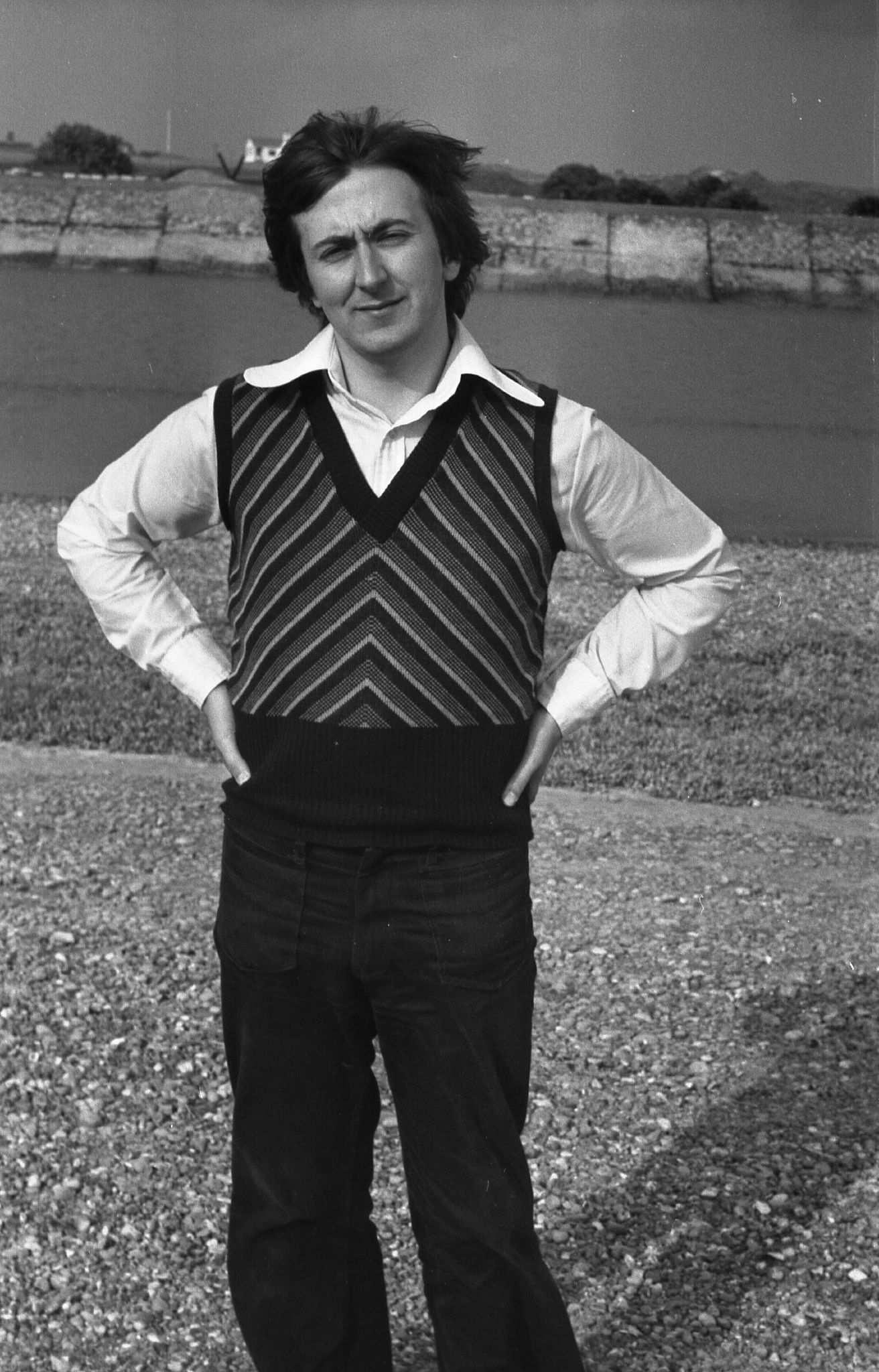
Мужчина в безрукавке

Безрука́вка — трикотажный пуловер без рукавов, обычно с глубоким вырезом. Они были популярны в XX веке, в частности, в 1970-х годах в Великобритании, и снова набирают популярность в этом столетии. Они также популярны среди любителей спорта, которые зачастую носят их во время игры гольф.

## Стили

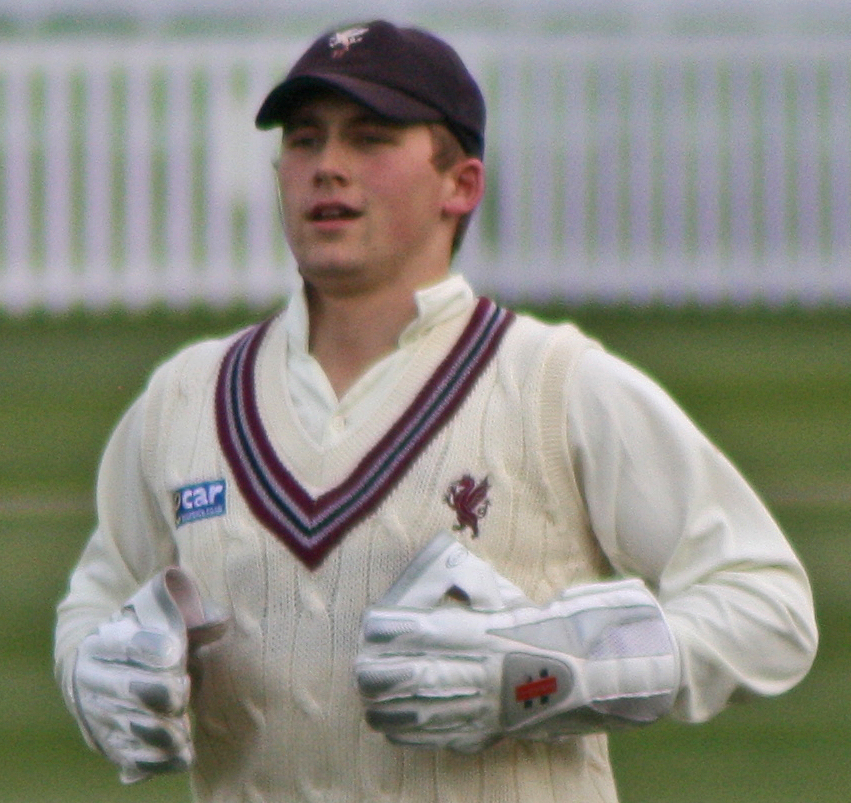
Вязаную безрукавку обычно носят игроки в крикет

Многие новые дизайны несут в себе возврат к популярным образцам из прошлых эпох, но один из самых распространенных рисунков на безрукавке — это аргайл. Другие варианты включают в себя конструкции более современного характера, в том числе полосы. Некоторые из наиболее распространенных форм декольте — это V-образный вырез и круглый вырез, который похож на обычный вырез футболки.

## Как спортивная одежда
Свитер-жилет, белые фланелевые брюки и рубашка с воротником — стандартная одежда для профессиональных игроков в крикет в Великобритании, Австралии, Индии и Южной Африке. Вязаные жилеты часто имеют контрастную красную, синюю или зелёную полоску вокруг горловины. До того, как в 1930-х годах появились шорты и рубашки поло, теннисисты носили похожую одежду.
В начале XX века игроки в гольф часто носили безрукавку с узором аргайл с брогами, плоскими кепками и брюками-гольф. Это была более удобная и практичная альтернатива твидовому пиджаку Норфолк, который раньше носили для прогулок на свежем воздухе.

## Мода
Безрукавки популярны среди любителей спорта, особенно тех, кто играет в гольф. Те, что имеют логотипы спортивных команд, особенно команд НФЛ и колледжей, также популярны, и их часто носят тренеры по американскому футболу, особенно Джим Трессел, которому болельщики дали прозвище «свитер-жилет», несмотря на происхождение одежды в конкуренте Мичигане.